# The Box Set
The Box Set är en samlingsbox med Kiss, utgiven den 20 november 2001.

## CD 1 - 1966-1975
1. Strutter Demo - (Paul Stanley/Gene Simmons)
2. Deuce demo - (Simmons)
3. Keep Me Waiting
4. She - (Simmons/Coronel)
5. Love Her All I Can - (Stanley)
6. Let Me Know demo - (Stanley)
7. 100,000 Years demo  - (Stanley/Simmons)
8. Stop Look And Listen Demo - (Stanley)
9. Leeta demo - (Simmons)
10. Let Me Go Rock 'n' Roll demo - (Simmons/Stanley)
11. Acrobat live - (Stanley/Simmons/Peter Criss/Ace Frehley)
12. Firehouse demo - (Stanley)
13. Nothin' To Lose - (Simmons)
14. Black Diamond - (Stanley)
15. Hotter Than Hell - (Stanley)
16. Strange Ways - (Frehley)
17. Parasite - (Frehley)
18. Goin' Blind - (Simmons/Coronel)
19. Anything For My Baby - (Stanley)
20. Ladies In Waiting - (Simmons)
21. Rock And Roll All Nite - (Simmons/Stanley)

## CD 2 - 1975-1977
1. C'mon An Love Me Live - (Stanley)
2. Rock Bottom live - (Stanley/Frehley)
3. Cold Gin Live  - (Frehley)
4. Watchin' You Live - (Simmons)
5. Doncha Hesitate demo - (Stanley)
6. Mad Dog demo - (Simmons)
7. God Of Thunder Demo - (Stanley)
8. Great Expectations - (Simmons)
9. Beth - (Criss/Pendrige/Ezrin)
10. Do You Love Me - (Stanley/Fowler/Ezrin)
11. Bad Bad Lovin' Demo - (Simmons)
12. Calling Dr Love - (Simmons)
13. Mr Speed Demo - (Stanley)
14. Christine Sixteen - (Simmons)
15. Hard Luck Woman - (Stanley)
16. Shock Me - (Frehley)
17. I Stole Your Love - (Stanley)
18. I Want You Soundcheck Recording - (Stanley)
19. Love Gun Demo - (Stanley)
20. Love Is Blind demo - (Simmons)

## CD 3 - 1976-1982
1. Detroit Rock City
2. King Of The Night Time World
3. Larger Than Life
4. Rocket Ride
5. Tonight You Belong To Me
6. New York Groove
7. Radioactive -demo
8. Don't You Let Me Down
9. I Was Made For Lovin' You
10. Sure Know Something
11. Shandi
12. You're All That I Want -demo
13. Talk To Me Live
14. World Without Heroes
15. The Oath
16. Nowhere To Run
17. Creatures Of The Night
18. War Machine
19. I Love It Loud

## CD 4 - 1983-1989
1. Lick It Up
2. All Hell's Breaking Loose
3. Heaven's On Fire
4. Get All You Can Take
5. Thrills In The Night
6. Tears Are Falling
7. Uh! All Night
8. Time Traveler demo
9. Hell Or High Water
10. Crazy Crazy Nights
11. Reason To Live
12. Let's Put The X In Sex
13. Hide Your Heart
14. Ain't That Peculiar demo
15. Silver Spoon
16. Forever single Version

## CD 5 - 1992-1999
1. God Gave Rock 'n' Roll To You Ii
2. Unholy
3. Domino Demo
4. Every Time I Look At You
5. Comin' Home live Unplugged
6. Got To Choose live Unplugged
7. I Still Love You Live Unplugged
8. Nothin' To Lose live Unplugged
9. Childhood's End
10. I Will Be There
11. Psycho Circus
12. Into The Void
13. Within
14. I Pledge Allegiance To The State O
15. Nothing Can Keep Me From You
16. It's My Life Original Version
17. Shout It Out Loud live
18. Rock And Roll All Nite Alive IV